# Crosslauf-Europameisterschaften 1997
Die 4. Crosslauf-Europameisterschaften der EAA fanden am 14. Dezember 1997 in Oeiras (Portugal) statt. Erstmals gehörten Juniorenwettbewerbe zum Programm.
Die Männer starteten über 9,3 km, die Frauen und Junioren über 5,4 km und die Juniorinnen über 2,8 km.

## Ergebnisse

### Männer

#### Einzelwertung
| Platz | Athlet             | Land | Zeit (min) |
| ----- | ------------------ | ---- | ---------- |
| 1     | Carsten Jørgensen  | DEN  | 27:19      |
| 2     | Claes Nyberg       | SWE  | 27:20      |
| 3     | Serhij Lebid       | UKR  | 27:23      |
| 4     | Mustapha Essaïd    | FRA  | 27:30      |
| 5     | Alfredo Brás       | POR  | 27:32      |
| 6     | José Manuel García | ESP  | 27:33      |
| 7     | Julio Rey          | ESP  | 27:36      |
| 8     | Domingos Castro    | POR  | 27:37      |

83 Athleten erreichten das Ziel.
Teilnehmer aus deutschsprachigen Ländern:
- 15: Dieter Baumann (GER), 28:03
- 43: Stéphane Schweickhardt (SUI), 29:05
- 56: Mark Ostendarp (GER), 29:33
- 63: Christian Fischer (GER), 29:51
- 67: André Green (GER), 29:58
- 70: Jörn Wagner (GER), 30:17
- 79: Martin Block (GER), 31:04

#### Teamwertung
| Platz | Land und Athleten                                                       | Gesamtpunktzahl und Einzelplatzierung |
| ----- | ----------------------------------------------------------------------- | ------------------------------------- |
| 1     | Portugal Alfredo Brás Domingos Castro José Regalo Alberto Maravilha     | 34 05 08 09 12                        |
| 2     | Frankreich Mustapha Essaïd Bertrand Frechard Yann Millon Abdellah Béhar | 46 04 11 13 18                        |
| 3     | Spanien José Manuel García Julio Rey Isaac Viciosa Víctor López         | 56 06 07 20 23                        |

Insgesamt wurden 15 Teams gewertet. Die deutsche Mannschaft kam mit 201 Punkten auf den elften Platz.

### Frauen

#### Einzelwertung
| Platz | Athletin                | Land | Zeit (min) |
| ----- | ----------------------- | ---- | ---------- |
| 1     | Joalsiae Llado          | FRA  | 17:20      |
| 2     | Elena Fidatov           | ROU  | 17:33      |
| 3     | Olivera Jevtić          | YUG  | 17:37      |
| 4     | Annemari Sandell        | FIN  | 17:39      |
| 5     | Mariana Chirila         | ROU  | 18:10      |
| 6     | Helena Sampaio          | POR  | 18:14      |
| 7     | Yamna Oubouhou-Belkacem | FRA  | 18:15      |
| 8     | Ana Isabel Alonso       | ESP  | 18:15      |

55 Athletinnen erreichten das Ziel.
Als einzige Teilnehmerin aus einem deutschsprachigen Land kam die Deutsche Melanie Kraus auf den zehnten Platz (18:20).

#### Teamwertung
| Platz | Land und Athletinnen                                             | Gesamtpunktzahl und Einzelplatzierung |
| ----- | ---------------------------------------------------------------- | ------------------------------------- |
| 1     | Frankreich Joalsiae Llado Yamna Oubouhou-Belkacem Fatima Yvelain | 21 01 07 13                           |
| 2     | Rumänien Elena Fidatov Mariana Chirila Stela Olteanu             | 22 02 05 15                           |
| 3     | Spanien Ana Isabel Alonso Julia Vaquero Jacqueline Martín        | 46 08 17                              |

Insgesamt wurden elf Teams gewertet.

### Junioren

#### Einzelwertung
| Platz | Athlet             | Land | Zeit (min) |
| ----- | ------------------ | ---- | ---------- |
| 1     | Gert-Jan Liefers   | NED  | 15:45      |
| 2     | Günther Weidlinger | AUT  | 15:50      |
| 3     | Mustafa Mohamed    | SWE  | 16:00      |

58 Athleten erreichten das Ziel.
Weitere Teilnehmer aus deutschsprachigen Ländern:
- 22: Maik Boller (GER), 17:01
- 27: Robert Radermacher (GER), 17:07
- 31: Jochen Dieckfoß (GER), 17:16
- 40: Alexander Lubina (GER), 17:34
- 48: Filmon Ghirmai (GER), 17:50

#### Teamwertung
| Platz | Land und Athleten                                               | Gesamtpunktzahl und Einzelplatzierung |
| ----- | --------------------------------------------------------------- | ------------------------------------- |
| 1     | Spanien Juan Carlos Higuero Juan José Lozano Miguel Angel Pinto | 19 04 06 09                           |
| 2     | Portugal Manuel Silva Filipe Pedro Manuel Damião                | 43 13 14 16                           |
| 3     | Rumänien Mircea Bota Calin Macra Monel Sabou                    | 48 10 15 23                           |

Insgesamt wurden zwölf Teams gewertet. Die deutsche Mannschaft kam mit 80 Punkten auf den achten Platz.

### Juniorinnen

#### Einzelwertung
| Platz | Athletin      | Land | Zeit (min) |
| ----- | ------------- | ---- | ---------- |
| 1     | Sonja Stolić  | YUG  | 9:09       |
| 2     | Mónica Rosa   | POR  | 9:15       |
| 3     | Judith Heinze | GER  | 9:16       |

56 Athletinnen erreichten das Ziel.
Weitere Teilnehmerinnen aus deutschsprachigen Ländern und Regionen:
- 4: Larissa Kleinmann (GER), 9:19
- 8: Laura Suffa (GER), 9:28
- 22: Sabrina Mockenhaupt (GER), 9:46
- 33: Silvia Weissteiner (ITA), 9:54
- 38: Anja Carlsohn (GER), 10:04

#### Teamwertung
| Platz | Land und Athletinnen                                          | Gesamtpunktzahl und Einzelplatzierung |
| ----- | ------------------------------------------------------------- | ------------------------------------- |
| 1     | Deutschland Judith Heinze Larissa Kleinmann Laura Suffa       | 15 03 04 08                           |
| 2     | BR Jugoslawien Sonja Stolić Mirjana Glišović Marina Munćan    | 33 01 11 21                           |
| 3     | Vereinigtes Königreich Rebecca Wade Amy Waterlow Louise Kelly | 43 12 15 16                           |

Insgesamt wurden zwölf Teams gewertet.